# ریجید
ریجید (انگلیسی: Ridgid) شرکت ابزارسازی آمریکایی است، که در سال ۱۹۲۳ تأسیس شد.